# Palaeorhiza laevis
Palaeorhiza laevis là một loài Hymenoptera trong họ Colletidae. Loài này được Hirashima mô tả khoa học năm 1982.